# Црква Рођења Пресвете Богородице у Горачићима
Црква Рођења Пресвете Богородице у Горачићима, насељеном месту на територији општине Лучани, припада Епархији жичкој Српске православне цркве и представља непокретно културно добро као споменик културе.
Црква посвећена Рођењу Свете Богородице грађена је од 1807. до 1810. године, током Првог српског устанка, а ктитори су свештеници Лука Кнежевић и Јован Савић–Кнежевић. Једнобродна је грађевина са основом облика уписаног крста, над којим се уздиже витка осмострана купола. Припрата је дограђена 1856. године. У уметничком смислу вреди истаћи лепо обликоване и занатски добро обрађене довратнике и лук улазних врата. 
У унутрашњем простору својим уметничким својствима истиче се класицистички обликован иконостас, са иконама у духу романтизма из 1903. године, дело сликара Душана Обреновића, живописца из Крагујевца. Са друге стране, црква се мора посматрати као део целине коју у центру села образују стара школа и споменик Горачићкој буни из 1893. године, упереној против краља Александра Обреновића. Црква је крајем 19. века доживела озбиљна оштећења појавом клизишта, због чега је 1933. године изведена статичка санација. Клизиште се поново активирало 1980. године, дошло је до слегања и нагињања цркве, што је изискивало обимне конзерваторско-рестаураторске и радове статичке санације.
Конзерваторско-рестаураторски радови изведени су према пројекту Завода у Краљеву.